# José García Bañón
José García Bañón (Murcia, 7 de agosto de 1928-Madrid, 18 de mayo de 2025) fue un diplomático español.

## Carrera diplomática
José nació en Murcia (1928). Era yerno del diplomático Ángel Sanz Briz. Tras licenicarse en Derecho, ingresó en la carrera diplomática (1955), y estuvo destinado en las Embajadas de España en: Guatemala, en Nueva York (Consulado de España, 1957-1964), y Perú (1964-1973).
Posteriormente fue embajador de España en: Nicaragua (1974-1977), Kenia (1981-1985), Pakistán (1986-1991), y Emiratos Árabes Unidos (1991-1993).
José García estaba casado con Pilar Sanz-Briz Quijano. El matrimonio tuvo tres hijos: Felipe, Carlos y Jaime García Sanz-Briz.